# Escuela de Cuchillería de Albacete
La Escuela de Cuchillería de Albacete Amós Núñez, más conocida simplemente como Escuela de Cuchillería de Albacete, es una institución dedicada a la formación cuchillera situada en la ciudad española de Albacete. Es la única escuela de cuchillería de España y una de las pocas que existen en Europa.[cita requerida]
Junto con el Museo de la Cuchillería, la Escuela de Cuchillería es una de las instituciones únicas de la ciudad de Albacete, conocida como la Ciudad de la Cuchillería.
En mayo de 2013, la presidenta de Castilla-La Mancha, María Dolores de Cospedal, anunció que sería la «primera escuela homologada de Formación Profesional con un título homologado de cuchillero que no existe en ningún otro lugar de toda Europa».

## Historia

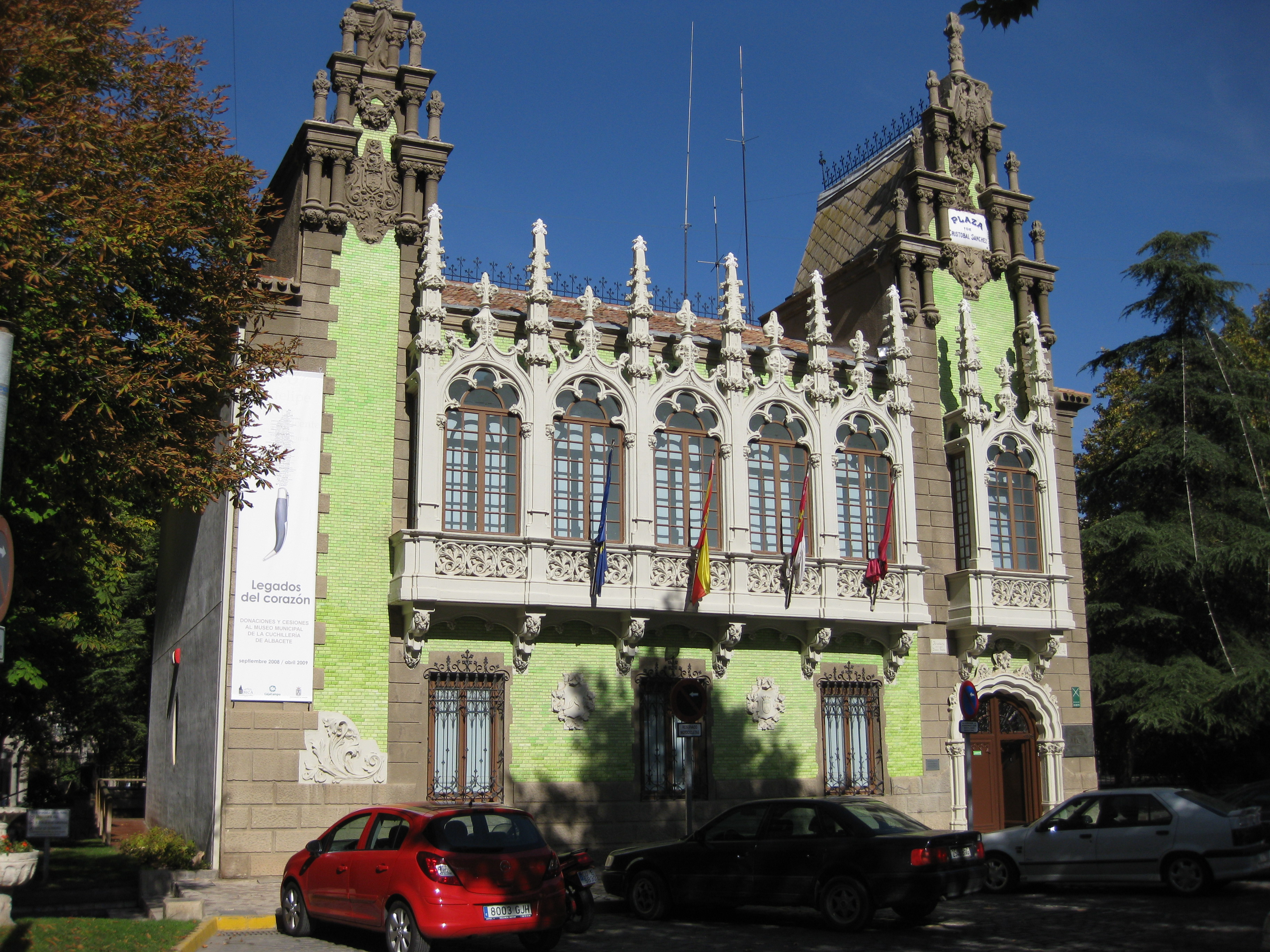
El Museo de la Cuchillería de Albacete es uno de los tres únicos de su género que existen en Europa.

La Escuela de Cuchilleria de Albacete fue creada en 1999 gracias a un convenio de colaboración entre el Ayuntamiento de Albacete y la Junta de Comunidades de Castilla-La Mancha, por el que ambas administraciones acordaban la puesta en marcha de este centro tan necesario en Albacete, que se venía demandando desde hacía años, dada la gran concentración en empresas cuchilleras ubicadas en la ciudad.
Desde el curso 1999-2000, cuando comenzó su andadura, la Escuela ha formado a más de 1000 alumnos. El centro imparte los tres subsistemas de la Formación Profesional en España: inicial, ocupacional (para desempleados) y continua (para trabajadores en activo). También imparte Formación Profesional Dual, que combina la formación académica con el aprendizaje en una empresa.
La Escuela cumplió su décimo aniversario en 2011 en un acto al que asistieron, entre otras personalidades, el entonces presidente del Congreso de los Diputados José Bono, que fue uno de los fundadores de la misma.
Los alumnos realizan prácticas en las empresas del sector. Al término de las mismas muchos de ellos consiguen un contrato de trabajo. La cercanía de las empresas con el centro facilita esta labor.
La Universidad de Castilla-La Mancha colabora con este centro en la puesta en marcha de programas de investigación dedicados de una forma integral al sector.
La Escuela lleva el nombre de Amós Núñez, uno de los propulsores de la industria cuchillera en Albacete. Está situada en la Avenida Gregorio Arcos, vía que lleva el nombre del empresario cuchillero perteneciente a la estirpe familiar fundadora de Arcos, empresa cuchillera de gran importancia situada en la ciudad.

## Oferta educativa
El centro imparte la titulación de Formación Profesional de grado medio en Mecanizado y cursos de Programa de Cualificación Profesional Inicial, para jóvenes que no han obtenido el graduado de la ESO, y de Formación Ocupacional para desempleados.

## Instalaciones
El edificio de la Escuela está distribuido en 2 plantas, con una superficie de 1200 m². El centro alberga los equipos, las herramientas de verificación, los sistemas de amarre, las herramientas de corte y el material informático que requiere este tipo de enseñanzas.